# 辛鳳祚
辛 鳳祚（シン・ボンジョ、신봉조、創氏名：辛島 純、1900年8月20日 - 1992年12月27日）は、日本統治時代の朝鮮で活動した大韓民国の教育者。号は和巖（ファアム、화암）。

## 生涯
本貫は霊山辛氏で、江原道旌善郡に生まれた。1919年に培材高等普通学校を卒業したが、在学中に起きた三・一運動に関わり、懲役6ヶ月を宣告された。1920年には、朝鮮エスペラント協会の設立に参加した。1924年に延禧專門学校文科を卒業した。後に日本に留学し、1927年に東北帝国大学法文学部に、特別入学扱いで入学し、1930年に卒業して文学士となった。
延禧專門学校を卒業した後、母校である培材高等普通学校に教師としてしばらく勤務した際に、女子教育に関心をもち、以後生涯を女性の中等教育に捧げた。東北帝国大学を卒業後は、培材高等普通学校の教師となったが、1938年に梨花女子高等学校校長になった。
太平洋戦争中には、国民精神総動員朝鮮連盟参事を引き受け、臨戦対策協議会や朝鮮臨戦報国団にも参加するなど、大日本帝国の戦争遂行に協力した。特に皇道思想の普及と宣伝を目指した団体である皇道学会の会長を務め、親日座談会へ出席して発言したり、文章を発表したりした。
太平洋戦争終戦後もそのまま梨花女子高校校長に在任し、梨花学堂の在学生だった当時に三・一運動に参加した容疑で逮捕されて獄死した柳寛順（ユ・グァンスン）の行跡を明らかにするなど、柳寛順記念事業の先頭に立った。1949年に反民族行為処罰法により反民族行為特別調査委員会に逮捕されたが、処罰はされなかった。
1961年の退任後も、学校法人梨花学院理事長と名誉理事長、ソウル芸術学院名誉理事長、祥明学園理事長を務め、学校法人漢陽学院、泳薰学院（영훈학원）、延世大学校、ジェホン学院（재헌학원）、セミ学院（새빛학원）、仁徳学院、培材学院に関係し、これらの功労を認められて、ソウル特別市文化賞、国民勲章牡丹章や、5・16民族賞教育部門本賞など、多くの賞を受賞した。

## 死後
貞洞第一教会の長老として忠実なキリスト教徒だった辛鳳祚は、神学者の朴大善（パク・デソン）が「一生ただ梨花だけのために生きた（한 평생을 오직 이화만을 위해 사셨다）」と回顧するほど、女子教育に献身し、様々な教え子たちから尊敬された。大韓民国の女性主筆第1号であったチャン・ミョンス（장명수）は、自分の一生に最も大きな影響を及ぼした人物として恩師である辛鳳祚を挙げた。
辛鳳祚は、2008年に民族問題研究所が『親日人名辞典（친일인명사전）』への収録のために整理した親日人名辞典収録予定者名簿の教育/学術部門に入っている。2009年には、親日反民族行為真相糾明委員会が発表した親日反民族行為705人名簿に含まれた。